# アイク・バンザント
アイク・バンザント（Ike Van Zandt、1876年2月 - 1908年9月14日）は、MLBの野球選手。1901年にニューヨーク・ジャイアンツに入団、同年に2試合で投手を務め、そのうち1試合では左翼手としてプレーした。
1904年にシカゴ・カブスに復帰するまで再びMLBでプレーすることはなかった。この時点では基本的に単なる外野手であった。その後、1905年にセントルイス・ブラウンズ（現ボルチモア・オリオールズ）に入団した。その後数年間マイナーリーグに戻ったが、ギャンブラーからの金銭と引き換えに故意に試合に負けたとしてチームから追放される。
1908年、バンザントはメモを書いて妻に渡し、別の部屋で読むように言った。彼は寝室に入り、彼女が彼を止める前に自分の心臓を撃ち抜いた。自殺の理由は、耐えられないほどの腹痛を感じていたことだったという。